# Geashill
Geashill  (en irlandais : Géisill) est un village dans le comté d'Offaly, en Irlande.
Il est situé entre les localités de Tullamore et Portarlington sur la route R420. Geashill possède une église relevant de l'Église d'Irlande, une boutique et une station essence, un bureau de poste, une école, une association de football gaélique, deux pubs et un terrain de jeux.

## Histoire
Le nom de Geashill est une anglicisation du nom irlandais Géisill.
D'autres anglicisations plus anciennes sont avérées telles Geashil, Geshill, Geshell, Geisshell et Gessill

### Époque médiévale
Un site antérieur nommé Brí Dam se trouvait au même endroit ou à proximité de Geashill. Il possédait un arbre sacré (en gaélique, bile Brí Daim) mentionné dans Lives of Saint Patrick. En 600, Brí Dam fut le lieu du décès du roi de Uisnech (selon certains sources - King of Ireland) Suibne mac Colmáin, qui a été tué dans un cours d'eau non identifié.
Une colonie anglo-normande s'y est installée entre 1185 et 1204, implantée par le premier baron d'Offaly, Gerald Fitzmaurice Fitzgerald, un ancêtre des comtes de Kildare. À l'origine, de type motte-and-bailey, c'était un château en bois sur un monticule de terre. À proximité, se trouvaient l'église et des habitations.
Au XVe siècle, la forteresse en bois est remplacée par un donjon en pierre. Aujourd'hui, seul le mur ouest du château subsiste.
En 1598, Lettice Digby, 1ère baronne Offaly, fille et héritière de Gerald, le Lord Offaly de l'époque, épousa un Robert Digby de Coleshill, frère du 1er Comte de Bristol et dont le fils fut nommé Ier Baron Digby de Geashill en 1620.

### XIXesiècle

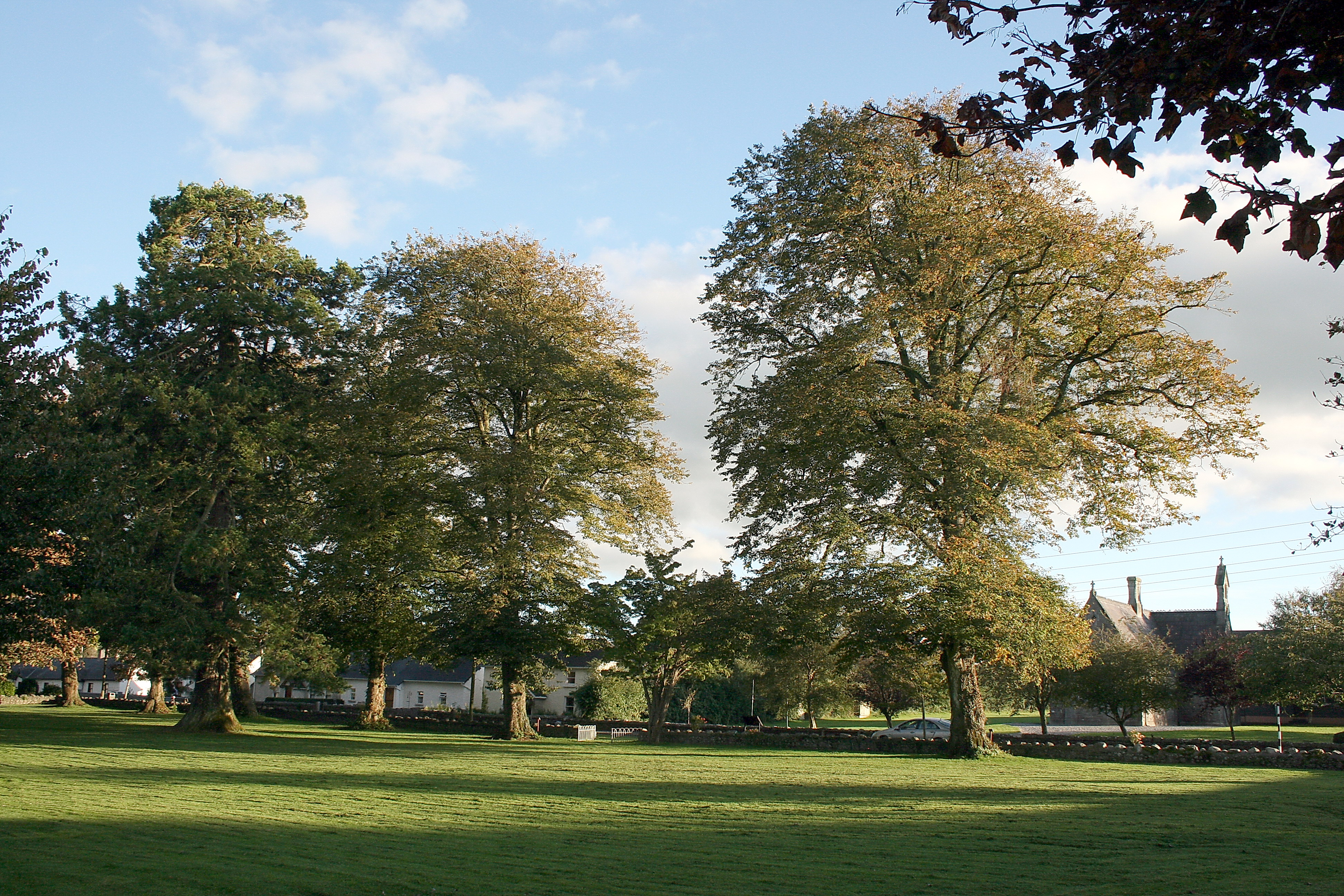
Le terrain de jeux triangulaire.

Les Digby ont développé Geashill de manière planifiée. Samuel Lewis, en 1837, a décrit le village comme contenant 87 maisons, pour la plupart au toit de chaume, disposées autour d'un espace vert triangulaire.
Des foires avaient lieu les 1er mai, 6 octobre et décembre, cette dernière étant l'un des plus grands marchés aux porcs d'Irlande. Composé de plus de 34 000 acres (137,59311828 km2), le domaine de Digby était le plus grand du comté d'Offaly.[citation nécessaire]
Edward Digby, 9e baron Digby, Edward St Vincent Digby, le 9e baron Digby, a pris possession du domaine en 1856, mais n'avait pas d'argent pour le garder. Par conséquent, il a expulsé un grand nombre de familles de leurs terres. Un prêtre local, le père Patrick Dunne, s'est arrangé pour que 400 personnes soient emmenées en Australie sur un navire nommé « Erin-go-Bragh », qui a mis le record de 25 semaines pour atteindre Moreton Bay ; 51 passagers sont morts en cours de route.
À la suite des expulsions, Digby a effectué d'importantes améliorations dans les années 1860 et 1870 et de nombreux bâtiments actuels autour de l'espace vert triangulaire datent de cette époque. Le « Kings County Directory » relate que Digby avait « converti le village de Geashill en ce qu'il est maintenant, l'un des plus soignés, des plus propres et des mieux entretenus d'Irlande ».
À l'Exposition de Paris de 1867, Digby a reçu la médaille de bronze pour le village modèle qu'il construisait. Il a reçu la médaille d'or pendant trois ans par la Royal Agricultural Society, pour avoir amélioré le plus grand nombre de chalets de la meilleure manière dans la province de Leinster. Les Digby ont construit une maison appelée château de Geashill près du donjon médiéval, mais celle-ci a été incendiée pendant la guerre civile en 1922.

## Politique environnementale
Geashill a remporté l'Irish Tidy Towns Competition en 2021.

## Transports
La gare de Geashill a ouvert le 2 octobre 1854. Elle a fermé le 17 juin 1963 au traffic passagers et complètement le 30 août 1982.

## Sport
L'association athlétique gaélique, Raheen GAA, a remporté le championnat de l'Offaly Intermediate Football en 1981 et 2014.